# 太田正孝
太田 正孝（おおた まさたか、1886年〈明治19年〉11月13日 - 1982年〈昭和57年〉7月10日）は、日本の大蔵官僚、政治家。衆議院議員（7期）、参議院議員（1期）。

## 略歴
静岡県出身。静岡商業学校、七高を経て、1912年に東京帝国大学法科大学経済学科（現・東京大学経済学部）を卒業し、大蔵省に入省（東京税務監督局兼主税局）。後に主計官となる。
1919年退官。政界入りするまでに報知新聞社副社長、中央大学教授等を務める。1924年には経済学博士号を取得。
1930年の第17回衆議院議員総選挙に立憲政友会公認で立候補し初当選。その後大蔵参与官、大蔵政務次官などを歴任。1939年の政友会分裂に際し金光庸夫、犬養健らとともに中立派に属す。1940年大政翼賛会政策局長に就任。その後翼賛政治会常任総務も務める。
終戦後の1945年11月には日本進歩党結成に参加、政調会長に就任する。同年12月2日には連合国軍最高司令官総司令部より日本政府を通じた逮捕命令（第三次逮捕者59名中の1人）があり、A級戦犯容疑で巣鴨拘置所に勾留されるが、1947年に不起訴処分となり釈放。
1951年公職追放解除後、1952年自由党公認で総選挙に立候補して当選し政界復帰。1955年第3次鳩山内閣に自治庁長官として入閣。1959年には
第5回参議院議員通常選挙で静岡県選挙区から出馬し、当選。1964年秋の叙勲で勲一等瑞宝章を受章（勲三等からの昇叙）。1期のみで1965年に政界引退。1982年7月10日死去、95歳。死没日をもって正五位から従三位に叙される。

## 業績
- 政界入りする前の1927年に、東京帝大教授の三田村篤志郎・太田と同じく報知新聞に在籍していた生駒粂蔵・将棋棋士の金易二郎・木村義雄・大崎熊雄らと「東京チェスクラブ」を結成、チェスの普及に努めた。
- 横濱専門学校（現・神奈川大学）草創期に創立者・政治家米田吉盛の熱心な要請により財政学講師を担当。米田が衆議院選挙に立候補する際に相談に乗ったという。

## 著作
- 『生活と税』（1925年3月、東京放送局より放送）、社団法人東京放送局編『ラヂオ講演集 第一輯』日本ラジオ協会、1925年11月、41～46頁
- 『経済読本』日本評論社、1932年